# The Corrs
The Corrs sunt o trupă de folk rock și pop rock celtic din Dundalk, Republica Irlanda. Trupa este formată din frații Corr: Andrea Corr (lead vocals, tin whistle); Sharon Corr (voce de fundal, vioară); Caroline Corr (voce de fundal, bodhrán, baterie); și Jim Corr (chitară, voce de fundal, clape). The Corrs sunt bine cunoscuți pentru hit-urile lor, inclusiv cele de debut Runaway și Breathless. Toți membrii cântă la pian, însă pe albume doar Jim și Caroline sunt menționați..
Trupa a fost remarcată internațional pentru spectacolul  de la Jocurile Olimpice de vară din 1996.
Din 2006 trupa a fost în hiatus. În 2015 a apărut albumul White Light.

## Istorie

### 1995-1999: Faimă internațională
În 1995 au înregistrat albumul Forgiven, Not Forgotten care s-a bucurat de succes în Irlanda, Australia, Japonia și Spania. Albumul conține piese precum: Forgiven Not Forgotten, Runaway, The Right Time, Toss The Feather.
În 1997 au publicat Talk On Corners ce conține cântece precum: So Young, Only When I Sleep, What Can I Do? (To Make You Love Me), Queen of Hollywood.
În 1999 au cântat în studio cu public la MTV Unplugged, rezultând The Corrs - Unplugged, album care s-a bucurat de succes comercial, și conținea și un cântec nou, Radio.

### 2000-2002: Succes mainstream
În 2000 au lansat In Blue, album în care muzica nu mai era folk rock ci mai degrabă pop. Albumul conține piese precum Give Me A Reason, Somebody for Someone, Radio, One Night și cântecul lor cel mai cunoscut, Breathless.
În 2001 au publicat compilația Best of The Corrs, ce conținea și cântece noi precum Would You Be Happier.

### 2003 - 2005: Reîntoarcere

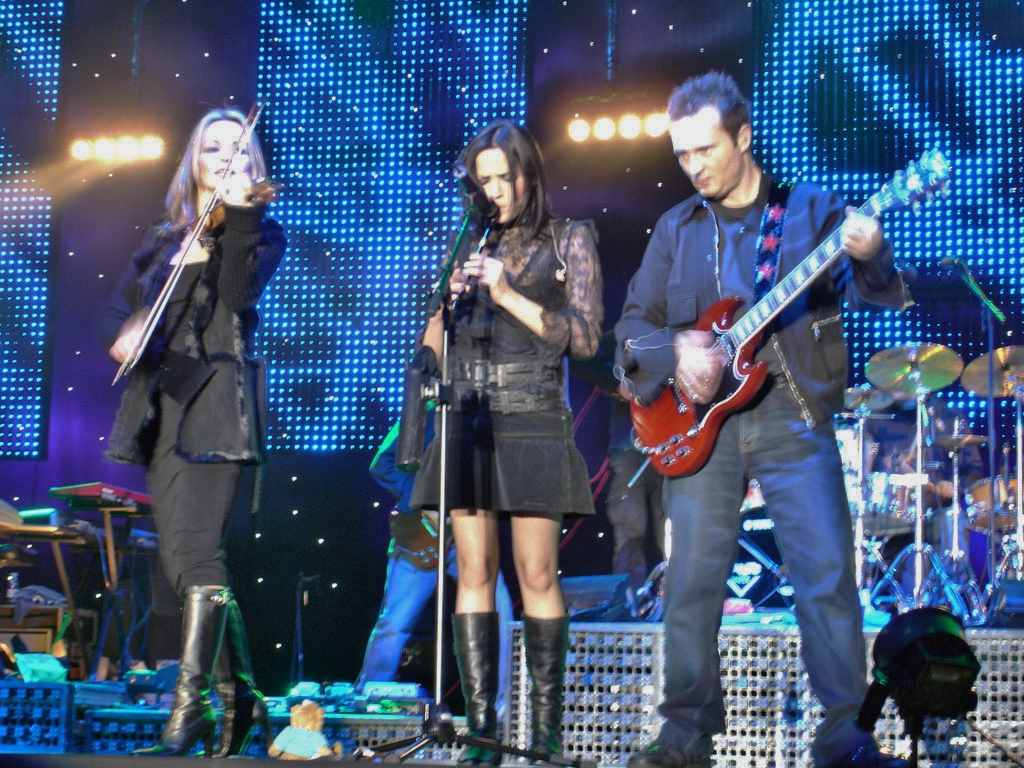
(De la stânga la dreapta) Sharon, Andrea și Jim Corr în concert.

În 2004 au lansat Borrowed Heaven iar în 2005 Home (album The Corrs).

## Discografie
| - 1995: Forgiven Not Forgotten - 1997: Talk on Corners - 2000: In Blue - 2004: Borrowed Heaven - 2005: Home | - 2001: Best of The Corrs - 2006: Dreams: The Ultimate Corrs Collection - 2007: The Works - 1997: The Corrs - Live - 1999: The Corrs Unplugged - 2002: VH1 Presents: The Corrs, Live in Dublin |